# Пиронков, Симеон
Симеон Ангелов Пиро́нков (18 июня 1927, Лом — 25 января 2000, София) — болгарский композитор. Представитель болгарского музыкального авангарда. Народный артист НРБ (1985).

## Биография
В 1952 году окончил Государственную музыкальную академию в Софии по классу композиции профессора П. Хаджиева.

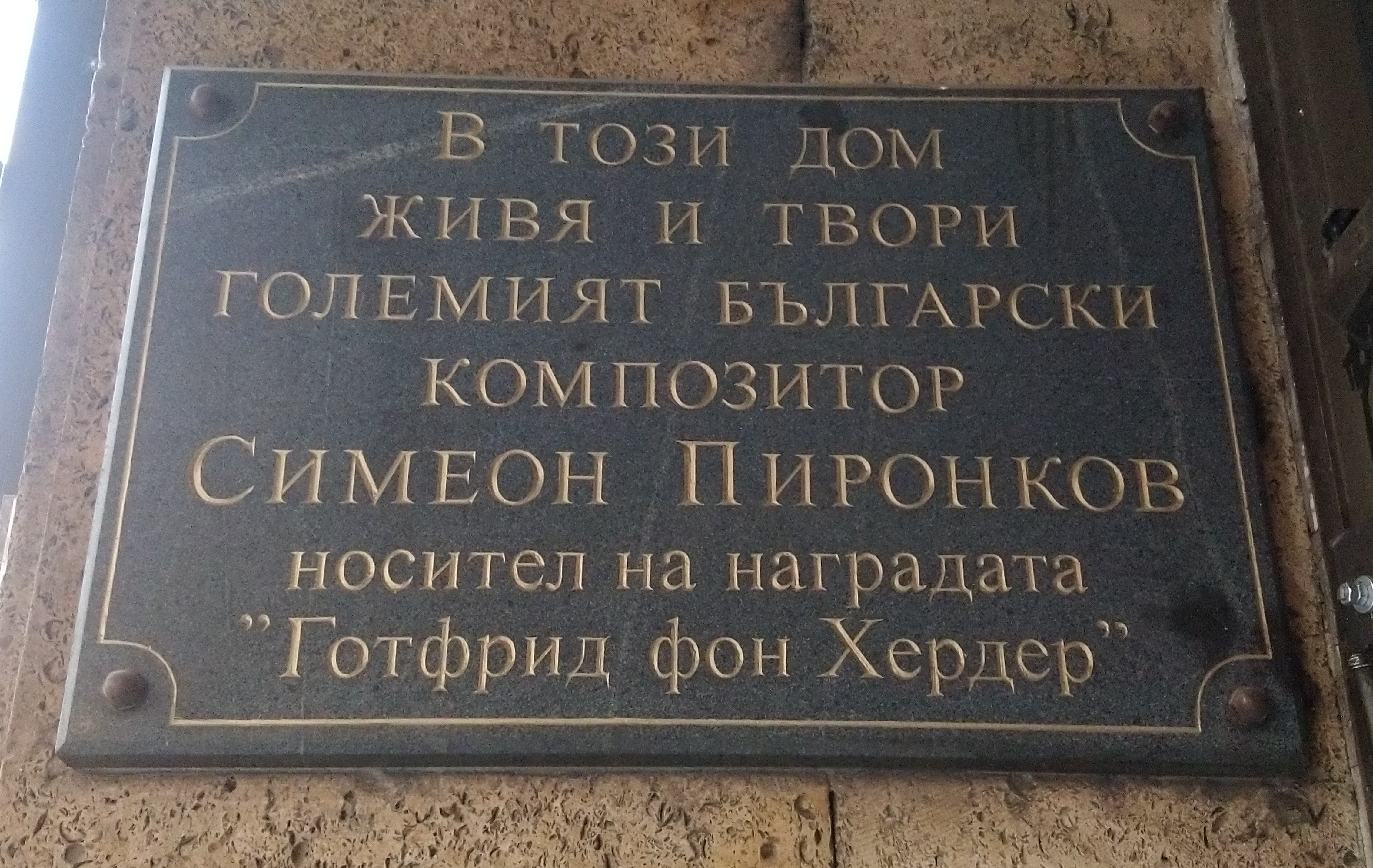
Мемориальная таблица в Софии

Ещё будучи студентом, был художественным руководителем и дирижëром оркестра Молодёжного театра в Софии.
С 1964 по 1968 год — музыкальный помощник на Студии художественных фильмов Болгарии. С 1968 по 1980 год занимался творческой работой.
В 1980 году вошëл в состав руководства Национального театра им. Ивана Вазова. Преподавал в Академии художеств. В 1982 читал лекции в Париже и Лос-Анджелесе (США) (1990).
Вице-президент Союза болгарских композиторов (1980—1985). В 1990 году был одним из основателей болгарского филиала Международного общества современной музыки (ISCM). С 1994 до конца жизни был его президентом, а также руководил ежегодным международным фестивалем современной музыки Musica Nova  Sofia в Софии.
В 1992 году был избран президентом международного конкурса молодых оперных певцов им. Бориса Христова и президентом фонда им. Бориса Христова.

## Творчество
Симеон Пиронков один из заметных болгарских композиторов. Его музыка богата оригинальными художественными находками, полна выразительности музыкальных образов.
С. Пиронков создал целый ряд музыкальных произведений в различных жанрах. Он автор трёх опер, ораторий, симфонической, камерной и инструментальной музыки, хоровых и вокальных произведений, музыки к 43 художественным фильмам, 25 мультфильмам, 36 научно-документальным и телевизионным фильмам, 51 театральному представлению, 15 радио-и телевизионным спектаклям и др.
Его сочинения исполнялись почти во всех европейских странах и в США. Были включены в программы международных фестивалей современной музыки в Варшаве, Будапеште, Берлине, Загребе, Праге и Братиславе.

## Награды
- 1977 — Заслуженный артист Болгарии
- 1982 — Лауреат Димитровской премии
- 1985 — Народный артист Болгарии
- 1985 — премия им. Готфрида фон Гердера за многолетнюю плодотворную работу
- 1987 — Орден Народной Республики Болгария II степени
- лауреат многих престижных национальных премий